# Rumacon
Rumacon is een kevergeslacht uit de familie van de boktorren (Cerambycidae). De wetenschappelijke naam van het geslacht werd voor het eerst geldig gepubliceerd in 1946 door Blackwelder.

## Soorten
Rumacon omvat de volgende soorten:
- Rumacon annulicornis (Melzer, 1930)
- Rumacon canescens (Bruch, 1926)